# A priori
A priori nebo také apriori je latinské spojení (doslova z předchozího), které znamená „předem“ nebo „předchůdný“. Odtud pak také apriorní, předchůdný, autoritativní. V běžné řeči se užívá například pro apriorní úsudky, které člověk dělá dříve, než se s posuzovanou věcí seznámí. Opak je a posteriori: zpětně, dodatečně, až na základě zkušenosti.

## Filosofie
Ve filosofii tento pojem označuje poznání, které může člověk mít bez zkušenosti, tedy před ní. Opakem takového poznání je poznání a posteriori, které vyžaduje před úsudkem zkušenost.
Mezi apriorní disciplíny pak patří např. matematika, logika a praxeologie (obecná věda o lidském chování, jejíž součástí je např. ekonomie). Výroky typu „2 + 2 = 4“ jsou považovány za apriorní, protože vycházejí z pouhé reflexe. Přírodní a sociální vědy jsou naopak považovány za aposteriorní. Výroky typu „obloha je obvykle modrá“ patří k aposteriornímu poznání.

## Gnozeologické tázání
Jednou ze základních otázek gnozeologie je, zda existuje nějaké syntetické poznání a priori. Racionalismus tvrdí, že ano, avšak empirismus takové poznání popírá a tvrdí, že veškeré lidské poznání vychází z vnější zkušenosti.
Současné užití pojmu pochází od Immanuela Kanta, který k rozlišení mezi syntetickými a analytickými větami přidal rozlišení mezi apriorním a aposteriorním poznáním. Apriorní výroky jsou podle něho nutně pravdivé, kdežto výroky aposteriorní jsou kontingentní, neboť záleží na vnějších podmínkách, které se mohou měnit.